# 필로미나의 기적
《필로미나의 기적》(Philomena)은 2013년 공개된 영화이다.

## 줄거리
영화 "필로미나의 기적"은 50년 전 헤어진 아들을 찾아 헤매는 노년의 여성 필로미나 리와 그녀를 돕는 언론인 마틴 식스미스의 이야기다. 런던의 언론인 마틴은 정부 자문관 자리에서 해고된 후, 필로미나의 딸로부터 어머니의 이야기를 써달라는 제안을 받는다. 처음에는 흥미를 느끼지 못했지만, 필로미나를 만나 그녀의 사연을 조사하기로 결심한다.
필로미나는 1951년, 혼전 임신으로 아일랜드의 한 수녀원에 보내져 아들을 낳았다. 그녀는 아들과 거의 접촉하지 못한 채 수녀원 세탁소에서 4년간 강제 노동을 해야 했고, 아들은 수녀들에 의해 입양 보내졌다. 수녀원은 필로미나가 아들과 작별 인사조차 할 기회를 주지 않았다. 필로미나는 50년 가까이 가족들에게 아들을 잃은 사실을 숨겨왔다.
마틴과 필로미나는 수녀원에서 조사를 시작하지만, 수녀들은 입양 기록이 화재로 소실되었다고 주장한다. 하지만 필로미나가 아들을 찾지 않겠다는 계약서는 보관하고 있어 의심을 자아낸다. 마틴은 수녀원이 고의로 기록을 불태웠으며, 아이들이 대부분 부유한 미국인들에게 팔려나갔다는 사실을 알게 된다.
아일랜드에서의 조사가 막다른 길에 이르자, 마틴은 미국에서 단서를 찾아 필로미나와 함께 미국으로 떠난다. 그들은 필로미나의 아들이 마이클 A. 헤스라는 이름으로 개명되어 변호사가 되었고, 레이건과 조지 H.W. 부시 행정부에서 고위 관료를 지냈다는 사실을 알게 된다. 또한, 마이클이 8년 전에 에이즈로 사망했다는 사실도 확인한다.
필로미나는 아들의 삶을 좀 더 알고 싶어 했고, 마이클의 동료, 누나, 그리고 파트너를 만나 그에 대한 이야기를 듣는다. 마이클은 동성애자였고, 입양 부모로부터 학대받았으며, 죽기 직전 수녀원을 방문하여 생모를 찾으려 했지만, 수녀들로부터 어머니가 자신을 버렸다는 거짓말을 들었다는 사실을 알게 된다. 마이클은 생모를 그리워하며 수녀원 묘지에 묻혔다.
마틴은 수녀원에 방문하여 진실을 요구하지만, 수녀는 필로미나가 혼전 성관계에 대한 죄를 받는 것이 당연하다며 뉘우치지 않는다. 마틴은 분노하지만 필로미나는 수녀를 용서한다. 마틴은 이야기를 출판하지 않으려 했지만, 필로미나는 진실을 세상에 알려야 한다고 설득한다.

## 배역
- 주디 덴치 - 필로미나 리 역
  - 소피 케네디 클라크 - 어린 필로미나 역
- 스티브 쿠건 - 마틴 식스미스 역
- 바버라 제포드 - 힐더가드 수녀 역
  - 케이트 플릿우드 - 젊은 힐더가드 수녀 역
- 메어 위닝햄 - 메리 헤스 역
- 미셸 페얼리 - 샐리 미첼 역
- 루스 매케이브 - 바버라 수녀 역
- 애나 맥스웰 마틴 - 제인 역
- 피터 허먼 - 피트 올슨 역
- 사이먼 라빕 - 케이트 식스미스 역
- 캐시 벨턴 - 클레어 수녀 역
- 운미 모사쿠 - 젊은 수녀 역
- 숀 마혼 - 마이클 A. 헤스 역